# Julien Lizeroux
Julien Lizeroux (Moûtiers, 1979. szeptember 5. –) francia alpesisíző.
Lizeroux 2009 januárja óta három világkupa-versenyt nyert, mindhármat műlesiklásban. A 2009-es világbajnokságon ugyanebben a számban ezüstérmet szerzett, majd ezt az eredményét megismételte a szuperkombinációban is. A vancouveri olimpián 9. lett.

## Versenygyőzelmek
Összesen 3 győzelem.
| Dátum            | Helyszín      | Szakág     |
| ---------------- | ------------- | ---------- |
| 2009. január 25. | Kitzbühel     | Műlesiklás |
| 2009. március 1. | Kranjska Gora | Műlesiklás |
| 2010. január 10. | Adelboden     | Műlesiklás |